# 瀬戸電気鉄道ホ103形電車
瀬戸電気鉄道ホ103形電車（せとでんきてつどうホ103がたでんしゃ）は、後の名鉄瀬戸線に相当する路線を敷設・運営した瀬戸電気鉄道（瀬戸電）が、1926年（大正15年）より導入した電車（制御電動車）である。
瀬戸電の運営路線の低いプラットホーム高に対応するため、落成当初は瀬戸電保有の従来車と同じく、客用扉下部のステップが軌条面に近い位置まで引き下げられて設置されており、軌道線用車両（路面電車）のような外観を特徴とした。
瀬戸電は1939年（昭和14年）に名古屋鉄道（名鉄）へ吸収合併され、名鉄への継承後は形式称号がモ560形（初代）と改められた。さらに後年モ760形と再び形式称号を改め、1978年（昭和53年）まで運用された。
以下、本項では瀬戸電ホ103形として導入された車両形式を「本形式」と記述する。

## 導入経緯
瀬戸電気鉄道（瀬戸電）は輸送力増強を目的として、前年の1925年（大正14年）に導入された木造2軸ボギー車のホ101形2両に引き続き、1926年（大正15年）3月にホ103・ホ104の2両を導入した。本形式はホ101形より2軸ボギー構造を継承したものの、車体主要部分を普通鋼製とした半鋼製車体を瀬戸電において初めて採用した。
その後、翌1927年（昭和2年）5月にホ105 - ホ108の4両が、1928年（昭和3年）8月にホ109・ホ110の2両が、1929年（昭和4年）3月にホ111・ホ112の2両がそれぞれ増備され、本形式はホ103 - ホ112の計10両が導入された。製造はいずれも日本車輌製造本店が担当した。

## 車体
車体長13,410 mm・車体幅2,560 mmの半鋼製車体を備える。前後各妻面に運転台を備える両運転台仕様で、妻面構造は前後とも貫通扉を持たない非貫通構造とした。前後各妻面には673 mm幅の前面窓を3枚均等配置し、妻面および側面の窓上下部には補強帯（ウィンドウシル・ヘッダー）を設置した。
前照灯は白熱灯式のものを中央窓下腰板部へ前後各1灯設置し、また後部標識灯は前面向かって左下の腰板下部へ前後各1灯設置した。後年、前照灯は屋根上に移設され、また後部標識灯は前面向かって右下の腰板下部にも増設された。
側面には3箇所の片開式客用扉と、各客用扉間に前面窓と同じく673 mm幅の2段式側窓を6枚、それぞれ配置した。客用扉幅は両端扉が890 mmであるのに対して、中央扉は820 mmと異なる。側面窓配置はD 6 D 6 D（D：客用扉、各数値は側窓の枚数）で、乗務員扉は設置されていない。前述の通り、プラットホーム高の関係から各客用扉の下部には大型の内蔵ステップを備える。客用扉の下端部は軌条面より380 mmとし、車内床面との間に2段式の階段状のステップを設置した。
屋根上にはガーランド形ベンチレーター（通風器）を1両あたり8基、屋根部左右に4基ずつ二列配置する。
車内座席はロングシート仕様で、車内側窓上に網棚を、天井部には吊り革をそれぞれ設置した。車内照明は白熱灯仕様で、天井部へ1両あたり6基設置した。

## 主要機器
基本的に先行して導入されたホ101形の仕様を踏襲した。
制御装置はウェスティングハウス・エレクトリック (WH) 社の原設計による電空単位スイッチ式間接非自動加速制御器（HL制御器）を採用する。
主電動機は直流直巻電動機を1両あたり4基搭載するが、製造時期によって機種が異なり、ホ103・ホ104の搭載する主電動機はウェスティングハウス・エレクトリックWH-546-J（端子電圧600 V時定格出力65 PS≒48.49 kW）、ホ105 - ホ112の搭載する主電動機は東洋電機製造TDK-30-B（端子電圧600 V時定格出力48 PS≒35.8 kW）である。駅間距離が短く勾配区間が点在する瀬戸電の路線条件に合わせて、歯車比は高速性能よりも起動加速および引張力を重視した低速向き（ローギヤード）の設定とされ、後年の名鉄への継承後は「スピードの出ない電車」「その鈍足には定評があった」などと評された。
台車はブリル (J.G.Brill) 社が開発した郊外電車向けの台車である77E-1を原設計として、日本車輌製造が模倣製造した「日車ブリル77E-1」あるいは「ブリル77E-1タイプ」と称される台車（固定軸間距離1,900 mm・車輪径864 mm）を装着する。
制動装置は、常用制動として構造の簡易な直通ブレーキに非常弁を付加したSME非常直通ブレーキを採用、その他手用制動を併設する。
集電装置はトロリーポールを採用、屋根上に前後各1基搭載する。この集電装置は名鉄への継承後に「名鉄式Yゲル」と称するY字型ビューゲルへ換装され、さらに後年菱形パンタグラフに換装された。
連結器は並形自動連結器を採用、前後妻面下部に装着する。

## 運用
| 急行運用につくモ566（旧ホ103形108・ステップ切り上げ改造施工前）  |  | 現役最晩年のモ766（旧ホ103形108）  |
| 急行運用につくモ566 （旧ホ103形108・ステップ切り上げ改造施工前） |  | 現役最晩年のモ766 （旧ホ103形108） |

導入後は既存の車両形式とともに運用された。その後、瀬戸電気鉄道は陸上交通事業調整法を背景とした地域交通統合の時流に沿う形で1939年（昭和14年）9月1日付で名鉄へ吸収合併された。本形式は1941年（昭和16年）の形式称号改訂によりモ560形（初代）と形式称号を改め、記号番号はホ103 - ホ112の旧番順にモ561 - モ570（モ561 - モ566は初代）と改番された。
戦後の1949年（昭和24年）に瀬戸線内のプラットホーム嵩上げ工事が実施され、その完成に伴って本形式全車の客用扉下部の大型内蔵ステップの切り上げ改造が施工された。この改造は、客用扉下端部を原形より510 mm切り上げ、軌条面より890 mmとしてステップを1段化し、客用扉・ステップおよび戸袋窓の下部を始めとした車体下回りの外板を切り詰めるもので、施工後は従来の路面電車然とした印象は一掃され、郊外電車のスタイルに変化した。同時に、前照灯も前面窓下から屋根上に移設されている。
その後、東洋電機製造TDK-30-B主電動機を搭載したモ563 - モ570について、他形式の廃車または電装解除により発生したウェスティングハウス・エレクトリックWH-546-J主電動機を転用して順次換装を実施し、本形式は全車とも仕様が統一された。
1962年（昭和37年）6月に、モ564 - モ570の5両が揖斐線系統へ転属した。さらに1964年（昭和39年）7月にはモ561 - モ564の4両が名鉄の子会社であった北恵那鉄道（現・北恵那交通）へ譲渡され（詳細は後述）、残るモ565も同年10月に揖斐線系統へ転属した。この結果、本形式は瀬戸線の運用から撤退し、名鉄に残存した6両は全車揖斐線系統へ集約された。
名鉄は、軌道線区である岐阜市内線の運用車両近代化を目的として、1967年（昭和42年）に北陸鉄道より廃止された同社金沢市内線にて運用されていた経年の浅い2軸ボギー車各形式を譲り受けた。その際、北陸鉄道からの譲渡車両の形式を500番台で統一する目的で、本形式はモ560形（2代、元北陸鉄道モハ2200形）に形式称号・記号番号を譲り、モ760形765 - 770（モ770は初代）と形式称号および記号番号を改めた。
その後、経年による老朽化のため、1968年（昭和43年）8月22日付でモ768・モ770が、1970年（昭和45年）7月27日付でモ769が、1973年（昭和48年）12月25日付でモ765がそれぞれ除籍された。このうち、モ765のみはモ561 - モ564と同じく北恵那鉄道へ譲渡された。
残るモ766・モ767はHL制御の制御車であるク2150形（2代）・ク2180形と編成を組成して運用された。その後、1978年（昭和53年）3月の瀬戸線の架線電圧1,500 V昇圧工事完成に伴って余剰となったモ700形・モ750形およびク2320形の揖斐線系統への転用によって代替されることとなり、モ766・モ767とも1978年（昭和53年）10月2日付で除籍された。これにより、瀬戸電ホ103形として導入された車両群は全廃となった。

## 譲渡車両（北恵那鉄道モ560形）
北恵那鉄道は、老朽化が進行した木造車デ1形の代替を目的として、1964年（昭和39年）7月7日付設計認可にて名鉄よりモ560形561 - 564を譲り受け、形式称号・記号番号とも名鉄在籍当時のまま運用を開始した。導入に際しては車内照明の蛍光灯化、車内放送装置および暖房装置の新設が施工された。
前述した起動加速および引張力重視のモ560形の性能は、線内に勾配区間が多く、かつ貨車牽引の混合列車運用が存在した北恵那鉄道においても合致し、同社路線（北恵那鉄道線）における主力車両として運用された。その後、老朽化したデ8形およびモ300形の代替を目的として、名鉄モ765が1973年（昭和48年）12月に譲渡されて北恵那鉄道モ565となり、モ560形は全5両となった。
1960年代後半より、北恵那鉄道線はモータリゼーションの進行や沿線人口の減少などの影響により利用客が激減した。1972年（昭和47年）1月には日中の列車運行を休止してバスによる代行輸送を実施するなど合理化を図ったものの効果はなく、1978年（昭和53年）9月18日をもって北恵那鉄道線は全線廃止され、モ560形を含む保有車両も全車廃車となった。

## 保存車両
名鉄に最後まで残存した2両は、モ766が愛知県瀬戸市の瀬戸市民公園にて、モ767が岐阜県養老郡養老町の養老ランドにてそれぞれ静態保存された。このうち、モ766については2010年（平成22年）6月時点で現存していた。しかし、瀬戸市は老朽化による維持困難を理由に、2022年（令和4年）、解体することを発表した。同年2月には、隣接して保存され同じく解体が決定した名鉄デキ200形電気機関車（202号）とともに、「おわかれ出発式」を開いて車内を公開した。
また、北恵那鉄道に譲渡された5両は、路線廃止後解体処分されたモ563を除く4両が何らかの形で再利用された。
- モ561 - 北恵那交通のバス待合室へ転用、下付知駅跡に設置[27]
- モ562・モ564 - 同上、山之田川駅跡に設置[27]
- モ565 - 名古屋市内のレストランにて静態保存[27]

これらは後年いずれも老朽化のため撤去処分され、現存しないが、2019年（平成31年/令和元年）・翌2020年（令和2年）に北恵那交通がモ564・565を模したデザインの三菱の新車を導入している。